# Bimatoprost
El Bimatoprost es un medicamento que se utiliza en oftalmología para el tratamiento de la hipertensión ocular y el glaucoma. Se emplea en forma de gotas oftálmicas que se aplican directamente sobre el ojo. Es un potente medicamento que actúa aumentando la reabsorción del humor acuoso y disminuyendo la presión intraocular.
La hipertensión ocular es el principal factor de riesgo implicado en el glaucoma. Esta enfermedad produce una pérdida de visión progresiva que puede llegar a ceguera irreversible, por lo que su tratamiento precoz es de la mayor importancia.

## Uso
En diciembre del 2008 la FDA (U.S. Food and Drug Administration) aprobó su uso como preparado cosmético por sus propiedades de estimulación del crecimiento de las pestañas, para luego en el 2011 prohibirlo nuevamente para uso cosmético, debido a los efectos secundarios muy graves que estaba causando. Por ahora únicamente se lo utiliza para tratar el glaucoma ocular.

### Efectos secundarios
Uno de sus efectos secundarios pueden ser el oscurecimiento continuo del iris y crecimiento de vello donde sea expuesto.